# مخدرات النوادي

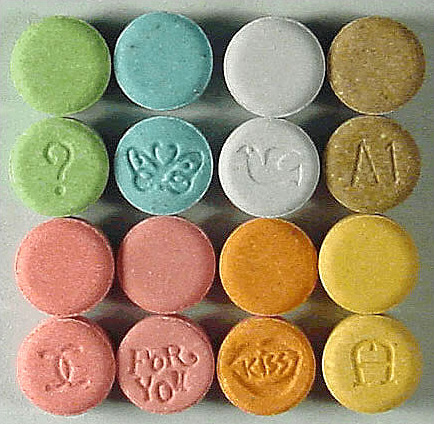
مجموعةٌ مختارة من حبوب إكستاسي (MDMA)

مخدرات النوادي وتسمى أيضًا مخدرات الهذيان أو مخدرات الحفلات، هي فئة محددة واسعة من المخدرات الترويحية المرتبطة بالديسكوثيك في السبعينيات والنوادي الليلية، ونوادي الرقص، وحفلات موسيقى الرقص الإلكتروني (EDM)، والهذيان من الثمانينيات حتى اليوم. على عكس العديد من الفئات الأخرى، مثل المواد الأفيونية والبنزوديازيبينات، التي جرى تحديدها وفقًا للخصائص الصيدلانية أو الكيميائية، تعد مخدرات النادي "فئة من وسائل الراحة"، إذ تُضمن الأدوية حسب المواقع التي يجري تناولها فيها أو المكان الذي يذهب إليه المستخدم تحت تأثير المخدرات. تستخدم مخدرات النوادي بشكل عام من قبل المراهقين والشباب. تسمى هذه المجموعة من الأدوية أيضًا "الأدوية المصممة"، إذ يُصنع معظمها في مختبر كيميائي (مثل MDMA، والكيتامين، وLSD) بدلاً من الحصول عليها من النباتات (كما هو الحال مع الماريجوانا، التي تأتي من نبات القنب) أو المواد الأفيونية (المستمدة بشكل طبيعي من خشخاش الأفيون).
تتراوح مخدرات النادي من المواد الكيميائية المُنتجة مثل MDMA ("الإكستاسي") و 2C-B ("nexus") والمستنشقات (مثل أكسيد النيتروز والبوبر) إلى المنشطات (مثل الأمفيتامين والكوكايين) والمهدئات (Quaaludes ،GHB، Rohypnol) والأدوية المخدرة و الهلوسة (LSD والفطر السحري وDMT). استخدم الراقصون في الحفلات الليلية ومناسبات الرقص بعضًا من هذه الأدوية لخصائصها المحفزة منذ ثقافة وزارة الدفاع في الستينيات في المملكة المتحدة، والتي تناول أعضاؤها الأمفيتامين للبقاء مستيقظين طوال الليل. في مشهد الديسكو في سبعينيات القرن الماضي، تحولت مخدرات النادي المفضلة إلى الكوكايين المنبه وكوالوديس المحبوب. كان كوالوديس منتشرًا جدًا في نوادي الديسكو لدرجة أن المخدر قد أطلق عليه اسم "بسكويت الديسكو". في التسعينيات والعقد الأول من القرن الحادي والعشرين، بيع الميثامفيتامين والإكستاسي واستخدما في العديد من النوادي. تختلف "مخدرات النوادي" حسب البلد والمنطقة؛ في بعض المناطق، بيعت حتى المواد الأفيونية مثل الهيروين والمورفين في النوادي، على الرغم من أن هذه الممارسة غير شائعة نسبياً. يذكر ناركونن أن المخدرات الاصطناعية الأخرى المستخدمة في النوادي، أو التي تباع باسم "إكستاسي" تشمل الهارمالين؛ بيبيرازينات (على سبيل المثال، BZP وTFMPP)؛ PMA / PMMA؛ ميفيدرون (يستخدم بشكل عام خارج الولايات المتحدة) وMDPV.
يختلف الوضع القانوني لمخدرات النوادي باختلاف المنطقة والدواء. بعض المخدرات قانونية في بعض السلطات القضائية، مثل "بوبرس" (والتي غالبًا ما تُباع على أنها "مزيل روائح الغرفة" أو "ملمع الجلود" للالتفاف على قوانين المخدرات)، بالإضافة إلى أكسيد النيتروز.تعد مخدرات النادي الأخرى، مثل الأمفيتامين، غير قانونية بشكل عام ما لم يكن لدى الفرد وصفة طبية. غالبًا ما تكون بعض مخدرات النوادي غير قانونية، مثل الكوكايين والإكستاسي.
هناك مجموعة من المخاطر من استخدام مخدرات النوادي. كما هو الحال مع جميع الأدوية، من المخدرات القانونية مثل الكحول إلى المخدرات غير المشروعة مثل BZP، يمكن أن يزيد الاستخدام من خطر الإصابة بسبب السقوط، أو السلوك الخطير، أو المحفوف بالمخاطر (على سبيل المثال، الجنس غير الآمن) وإذا كان المستخدم يقود السيارة، قد تحدث الإصابة أو الوفاة بسبب حوادث القيادة. تسبب بعض مخدرات النوادي، مثل الكوكايين والأمفيتامينات، الإدمان، ويمكن أن يؤدي الاستخدام المنتظم إلى رغبة المستخدم في تناول المزيد من المخدرات. ترتبط بعض مخدرات النادي بالجرعات الزائدة. يمكن أن تسبب بعض مخدرات النوادي آثارًا صحية ضارة يمكن أن تكون ضارة للمستخدم، مثل الجفاف المرتبط باستخدام مخدر إم دي إم إيه في نوادي الرقص طوال الليل.

## علاج الحالات الحادة
العلاج الرئيسي للأفراد الذين يواجهون مشاكل طبية حادة بسبب تعاطي المخدرات أو الجرعات الزائدة هو "المحافظة على القلب والجهاز التنفسي". نظرًا إلى أن متعاطي المخدرات في النادي قد يكون استهلك مخدرات متعددة، أو مزيجاً من الكحول ومخدرات أخرى، أو مخدرًا مغشوشًا بمواد كيميائية أخرى، فمن الصعب على الأطباء معرفة نوع الجرعة الزائدة التي يجب علاجها، حتى لو كان المستخدم واعيًا وأمكنه تعريف الفريق الطبي بالمخدر الذي يعتقد أنه تناوله. يوصي الطبيب بـ "مراقبة القلب، وقياس التأكسج النبضي، وتحليل البول، وأداء لوحة كيميائية شاملة للتحقق من عدم توازن الكهارل، والسمية الكلوية، والاضطرابات الكامنة المحتملة" ومنع "النوبات". يستخدم بعض الأطباء الفحم المنشط والملين لإزالة سموم الأدوية في الجهاز الهضمي. يوصى بتبريد المصاب لتجنب ارتفاع الحرارة. إذا تناولت الضحية جرعة زائدة من فلونيترازيبام، فيمكن إعطاء الترياق فلومازينيل، وهو مخدر النادي الوحيد الذي يوجد له ترياق.

## التاريخ
في منتصف إلى أواخر سبعينيات القرن الماضي، ازدهرت ثقافة فرعية للمخدرات، خاصة للمخدرات التي من شأنها تعزيز تجربة الرقص على موسيقى الرقص الصاخبة والأضواء الساطعة على حلبة الرقص. مواد مثل الكوكايين (الملقب بـ "ضربة")، أميل نتريت ("بوبرس")، وكوالوديس. وُصف كوالوديس بأنه "... مخدر النادي المثالي الآخر في السبعينيات، والذي يوقف التنسيق الحركي". وفقًا لبيتر براونستاين، " فقد جرى تناول كميات هائلة من المخدرات في مراقص الديسكو".
خلال الثمانينيات، توسع استخدام مخدرات النادي ليشمل الكليات، والحفلات الاجتماعية، والحفلات الصاخبة. مع نمو شعبية الحفلات خلال أواخر الثمانينيات وحتى أواخر التسعينيات، نما استخدام المخدرات، وخاصة الإكستاسي. مثل الكثير من المراقص، استخدمت الحفلات الصاخبة الأضواء الوامضة وموسيقى الرقص الإلكترونية التقنية العالية لتحسين تجربة المستخدم. قبل إعدادها، أُعلن عن بعض مخدرات النادي (خاصة المخدرات المصممة التي يشار إليها باسم مواد كيميائية للأبحاث) على أنها خالية من الكحول وخالية من المخدرات. السبب الآخر الذي يجعل منتجي الأدوية يبتكرون مخدرات جديدة هو تجنب قوانين المخدرات.
منذ أوائل العقد الأول من القرن الحادي والعشرين، أقر المهنيون الطبيون وعالجوا مشكلة الاستهلاك المتزايد للمشروبات الكحولية ومخدرات النوادي (مثل الإكستاسي، والكوكايين، وروهيبنول، وGHB، والكيتامين، وPCP، وLSD، والميثامفيتامين) المرتبطة بثقافة الحفلات الصاخبة بين المراهقين والشباب في العالم الغربي. أظهرت الدراسات أن المراهقين أكثر عرضة من الشباب لاستخدام مخدرات متعددة، وأن استهلاك مخدرات النادي يرتبط ارتباطًا وثيقًا بوجود سلوكيات إجرامية وتعاطي الكحول أو الاعتماد عليه مؤخرًا.

## في أستراليا
تُستخدم مخدرات النوادي في أستراليا في مجموعة متنوعة من نوادي الرقص والنوادي الليلية. استخدم واحد من كل عشرة أستراليين مخدر إم دي إم إيه مرة واحدة على الأقل في حياته؛ استخدم واحد من كل ثلاثين مخدر الإكستاسي خلال الاثني عشر شهرًا الماضية. استخدم واحد من كل مئة أسترالي الكيتامين مرة واحدة على الأقل في حياته وواحد من كل خمسمئة خلال الـ 12 شهرًا الماضية. استخدم واحد من كل مئتي أسترالي GHB مرة واحدة على الأقل في حياته وواحد من كل ألف خلال الاثني عشر شهرًا الماضية. فيما يتعلق بالسكان الأستراليين بالكامل، استخدم 7% من الأستراليين الكوكايين مرة واحدة على الأقل في حياتهم واستخدمه 2% من الأستراليين في الأشهر الـ 12 الماضية. اليوم، تُستخدم هذه الأدوية على نطاق واسع عبر الفئات العمرية، والاجتماعية، والاقتصادية، وغالبًا ما تُباع في النوادي الليلية والحانات في جميع أنحاء أستراليا.